# Xenoblade Chronicles 2
Xenoblade Chronicles 2, känd i Japan som Xenoblade 2, är ett actionrollspel utvecklat av Monolith Soft till Nintendo Switch. Det släpptes december 2017, och är en uppföljare till Xenoblade Chronicles från 2010.